# Motohiro Yamaguchi
Motohiro Yamaguchi (født 29. januar 1969) er en japansk fodboldspiller.

## Japans fodboldlandshold
| Japans landshold | Japans landshold | Japans landshold |
| År               | Kmp              | Mål              |
| ---------------- | ---------------- | ---------------- |
| 1995             | 14               | 1                |
| 1996             | 13               | 2                |
| 1997             | 22               | 1                |
| 1998             | 9                | 0                |
| Total            | 58               | 4                |